# Pachytodes erraticus
Pachytodes erraticus је врста инсекта из реда тврдокрилаца (Coleoptera) и породице стрижибуба (Cerambycidae). Сврстана је у потпородицу Lepturinae.

## Распрострањеност и станиште
Врста насељава подручје централне и јужне Европе, Мале Азије, Ирана и Кавказa. Честа је врста на подручју Србије, како у равницама тако и на већим висинама.

## Опис
Глава, пронотум, ноге и антене су црни до тамнобраон. Покрилца су црвенкастобраон боје са различитим црним шарама, врло ретко могу бити потпуно црна. На подручју Европе живи још једна врста овог рода (Pachytodes cerambyciformis), за разлику од поменуте врсте, крила код Pachytodes erraticus нису мат већ имају донекле сјај. Још један карактер који раздваја ове две врсте јесте трећи чланак задњих тарзуса (код P. erraticus је на мање од половине усечен, а код P. cerambyciformis је преко половине изрезан). Дужина тела је од 7 до 12 mm.
- сјајне елитре
- трећи чланак задњих тарзуса

## Биологија
Комплетан циклус развића се одвија у периоду од око 2 године. Ларве се развијају у трулом корењу листопадног дрвећа (храст, бреза, јавор, леска, глог, шљива, итд.), а адулти се срећу на цвећу. Адулти се могу срести од маја до августа.

## Синоними
- Judolia erratica (Dalman, 1817)
- Leptura erratica Dalman in Schönherr, 1817
- Judolia (Pachytodes) erraticus (Dalman, 1817)